# Ononis chorassanica
Ononis chorassanica är en ärtväxtart som beskrevs av Aleksandr Andrejevitj Bunge. Ononis chorassanica ingår i släktet puktörnen, och familjen ärtväxter. Inga underarter finns listade i Catalogue of Life.